# Uele (rivière)
Pour les articles homonymes, voir Uele et Welle.
L’Uele ou Wele ou Uélé ou Ouélé est une rivière de la république démocratique du Congo. C'est un affluent de l'Oubangui, qui alimente le fleuve Congo.

## Géographie
Sur ses bords vivent les Zandés.
La rivière de 1 150 kilomètres de long constitue en fait le cours supérieur de l'Oubangui.

## Histoire
À la suite de son exploration au Congo en 1884, Josef Chavanne, explorateur austro-hongrois établit dans sa carte du bassin hydrographique du fleuve Congo que l'Uele est relié au bassin du fleuve Congo. Les sources de la rivière ont été découvertes, non loin du lac Albert, par Wilhelm Junker et Friedrich Bohndorff dans les années 1880.

## Orthographe
On distingue l'orthographe du nom :
- En république démocratique du Congo (ex Congo belge) selon les normes de l’alphabet international africain : Uele, ou encore Uélé dans de nombreuses publications panafricaines.
- En Centrafrique (ancienne colonie française) selon les normes d’orthographe française, avec le digramme ou pour le son /u/ : Ouélé
- Lingala : Wɛlɛ
- Allemand : Uelle

La prononciation des quatre variantes par contre reste quasiment la même.